# Diamond Botanical Gardens

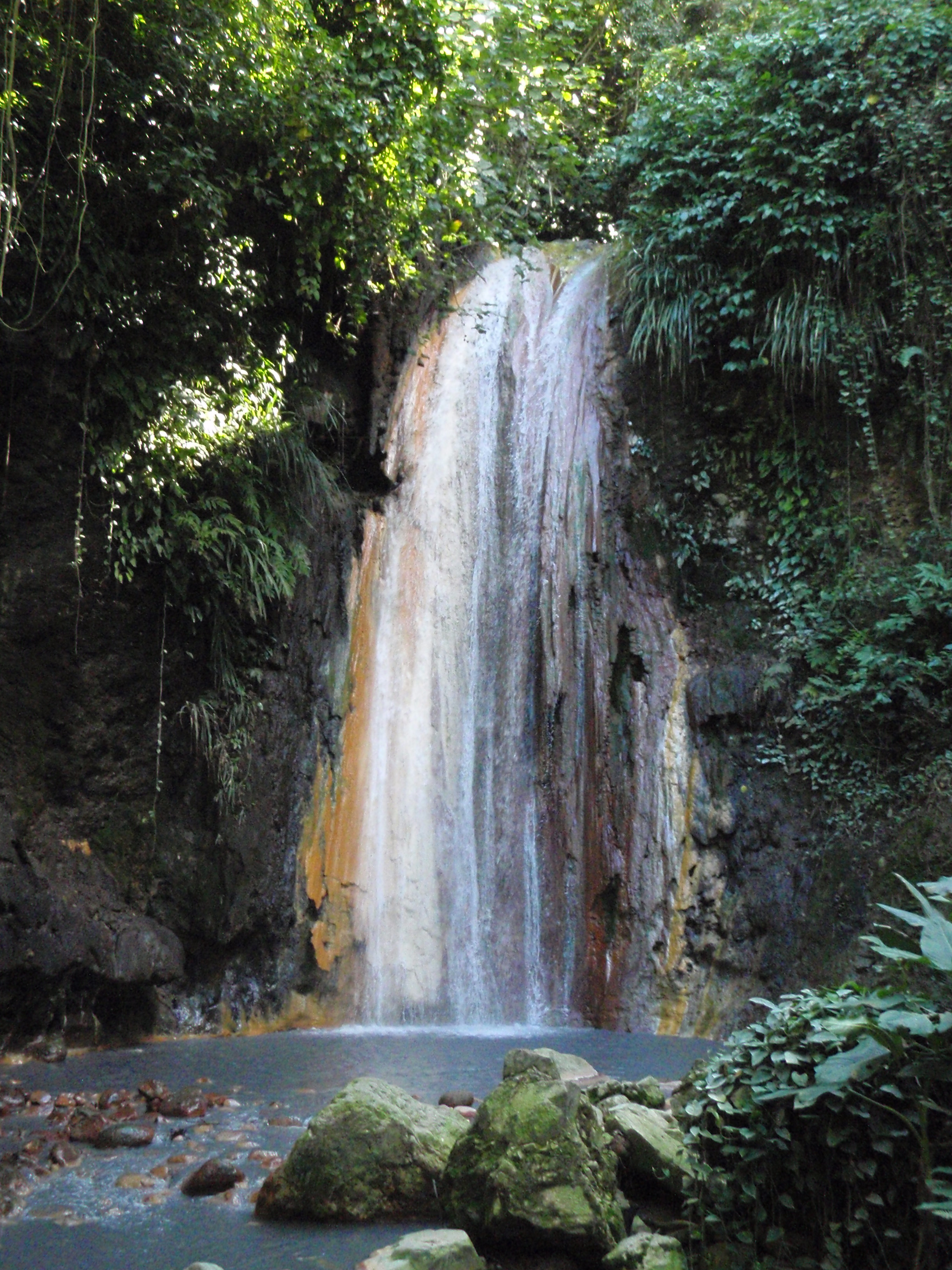
Diamond Falls, Diamond Botanical Gardens

Die Diamond Botanical Gardens sind ein botanischer Garten auf der Karibikinsel St. Lucia.
Dort befinden sich auch die Diamond Falls, der „farbenprächtigste Wasserfall der Karibik“.

## Beschreibung
Die Diamond Botanical Gardens befinden sich auf dem Gelände des Diamond Estate. Die ehemalige Plantage liegt an einer vulkanisch aktiven Zone, wo in einer Schlucht Schwefelquellen entspringen. Ehemals gab es ein Badehaus, welches aber völlig zerfallen ist. Rund um die Diamond Falls, die durch die mineralhaltigen Wasser bunt gefärbt sind, hat Joan Devaux in den 1980ern den botanischen Garten angelegt, der etwa 2 ha umfasst. Verschiedene Palmen, Bananen, Zitrusfrüchte und Kakao wachsen inmitten von Hibiskus, Ingwergewächsen, Helikonien, Vanille und anderen tropischen Pflanzen.

## Geschichte
1713 wurde der Familie Devaux als Dank für ihre Verdienste von Ludwig XIV. ein Teil von St. Lucia geschenkt. Das ursprüngliche Anwesen umfasste 2000 acre (8 km²) und beinhaltete die Schwefelquellen und das Gebiet des heutigen Soufrière. Erst 1740 beanspruchten drei Brüder das Gelände für sich und gründeten eine Plantage auf der Zitrusfrüchte, Kopra und Kakao angebaut wurden. 1784 begann der Kurbetrieb für Veteranen von König Ludwig XVI., die die heilenden heißen Quellen zu schätzen wussten. Auf königlichen Befehl wurden riesige steinerne Thermalbäder errichtet, deren Becken zum Teil heute noch genutzt werden. Das Badehaus wurde während der Französischen Revolution völlig zerstört.
1930 entschloss sich der damalige Besitzer des Anwesens, Andre du Boulay, die Bäder für private Zwecke zu renovieren und in den 1980ern legte die Tochter von Boulay, Joan Devaux, den botanischen Garten an. 

## Diamond Falls
Die Sulphur Springs speisen sowohl die Bäderanlagen, als auch die Diamond Falls. Dort mischen sich Regenwasser und Wasser der Schwefelquellen. Die Kaskade fällt etwa 17 m in die Tiefe. Je nach Lichteinfall nimmt das Wasser unterschiedliche Färbungen an und durch das mineralhaltige Wasser ist das umliegende Gestein mit farbenprächtigen Ablagerungen bedeckt. Baden ist dort nicht möglich.
Ein Pfad zu den Wasserfällen führt auch noch weiter zu einer alten Zucker-Mühle, die noch ein Wasserrad von 1765 besitzt.